# Silberner Bär/Bestes Drehbuch

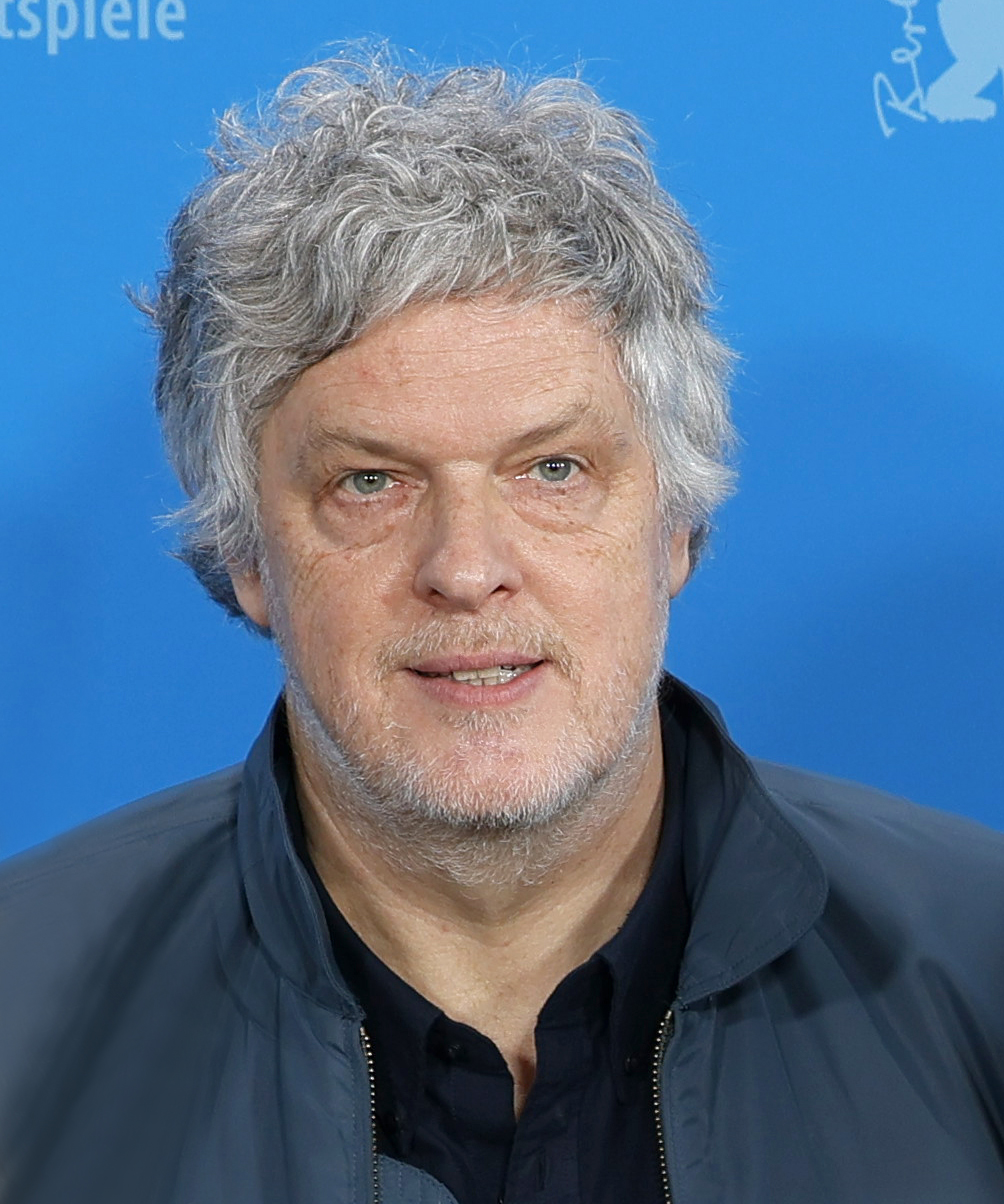
Preisträger 2024: Matthias Glasner für Sterben

Der Silberne Bär für das beste Drehbuch honoriert bei den jährlich veranstalteten Filmfestspielen von Berlin die beste Leistung eines oder mehrerer Drehbuchautoren an einem Wettbewerbsfilm (Spielfilm). Im Gegensatz zu anderen Filmpreisen wie beispielsweise dem Oscar findet keine Unterscheidung zwischen Originaldrehbuch (ein Skript, das auf keiner zuvor veröffentlichten Publikation beruht) und adaptiertes Drehbuch (basierend auf einer bereits publizierten literarischen Vorlage) statt.
Die Auszeichnung wurde erstmals bei der 58. Auflage des Filmfestivals im Jahr 2008 verliehen. Über die Vergabe des Preises stimmt die Wettbewerbsjury ab, die sich meist aus internationalen Filmschaffenden zusammensetzt.

## Preisträger
Am häufigsten mit dem Preis für das beste Filmskript ausgezeichnet wurden chinesische und amerikanische Drehbuchautoren (je zwei Siege). Von 2008 bis 2011 waren Originaldrehbücher, 2012 war erstmals eine Adaption erfolgreich.
| Jahr | Preisträger                   | Originaltitel                      | Deutscher Titel                      |
| ---- | ----------------------------- | ---------------------------------- | ------------------------------------ |
| 2008 | Wang Xiaoshuai                | 左右 (Zǔo yòu)                     | In Love We Trust                     |
| 2009 | Oren Moverman                 | The Messenger                      | The Messenger – Die letzte Nachricht |
| 2009 | Alessandro Camon              | The Messenger                      | The Messenger – Die letzte Nachricht |
| 2010 | Wang Quan’an                  | 团员 (Tuán yuán)                   | Tuan Yuan                            |
| 2010 | Na Jin                        | 团员 (Tuán yuán)                   | Tuan Yuan                            |
| 2011 | Joshua Marston                | The Forgiveness of Blood           | The Forgiveness of Blood             |
| 2011 | Andamion Murataj              | The Forgiveness of Blood           | The Forgiveness of Blood             |
| 2012 | Nikolaj Arcel                 | En kongelig affære                 | Die Königin und der Leibarzt         |
| 2012 | Rasmus Heisterberg            | En kongelig affære                 | Die Königin und der Leibarzt         |
| 2013 | Jafar Panahi                  | Pardé                              | Pardé                                |
| 2013 | Kambuzia Partovi              | Pardé                              | Pardé                                |
| 2014 | Dietrich Brüggemann           | Kreuzweg                           | Kreuzweg                             |
| 2014 | Anna Brüggemann               | Kreuzweg                           | Kreuzweg                             |
| 2015 | Patricio Guzmán               | El botón de nácar                  | Der Perlmuttknopf                    |
| 2016 | Tomasz Wasilewski             | Zjednoczone stany miłości          | United States of Love                |
| 2017 | Sebastián Lelio               | Una mujer fantástica               | Eine fantastische Frau               |
| 2017 | Gonzalo Maza                  | Una mujer fantástica               | Eine fantastische Frau               |
| 2018 | Manuel Alcalá                 | Museo                              | Museo                                |
| 2018 | Alonso Ruizpalacios           | Museo                              | Museo                                |
| 2019 | Maurizio Braucci              | La paranza dei bambini             | Paranza – Der Clan der Kinder        |
| 2019 | Claudio Giovannesi            | La paranza dei bambini             | Paranza – Der Clan der Kinder        |
| 2019 | Roberto Saviano               | La paranza dei bambini             | Paranza – Der Clan der Kinder        |
| 2020 | Damiano und Fabio D’Innocenzo | Favolacce                          | Bad Tales – Es war einmal ein Traum  |
| 2021 | Hong Sang-soo                 | 인트로덕션 (Inteurodeoksyeon)      | Introduction                         |
| 2022 | Laila Stieler                 | Rabiye Kurnaz gegen George W. Bush | Rabiye Kurnaz gegen George W. Bush   |
| 2023 | Angela Schanelec              | Music                              | Music                                |
| 2024 | Matthias Glasner              | Sterben                            | Sterben                              |
| 2025 | Radu Jude                     | Kontinental '25                    | k. A.                                |